# Integralidade
A integralidade ou abrangência é considerada um dos atributos essenciais da atenção primária à saúde (APS), porém o seu conceito é discutido entre os pesquisadores, abrangendo uma série de definições que tentam contemplar a complexidade do termo.
A Declaração de Alma-Ata (1978), documento seminal na concepção da APS como componente fundamental dos sistemas nacionais de saúde, defende a importância da atuação sobre os determinantes sociais da saúde, via sistemas acessíveis e universais, que atendam às necessidades de saúde da população envolvendo a participação social no processo, numa atitude emancipatória, que transcende o campo da saúde e expande a discussão para outros setores da sociedade − práticas intersetoriais. Sustenta, portanto, a ideia de uma APS que toma parte no desenvolvimento socioeconômico das comunidades ao integrar outros setores no combate aos determinantes sociais da saúde.
A clássica sistematização de Barbara Starfield sobre os atributos da APS, a qual ganhou importância na compreensão deste campo, inclui uma definição distinta para integralidade (na obra original, denominada "comprehensiveness", cuja tradução literal do inglês poderia ser "abrangência"). Para ela, o termo expressa a ideia de que a APS deve ofertar uma ampla variedade de serviços, de modo a atender o máximo de demandas da população ainda no primeiro nível de cuidado. A integralidade exige que a APS reconheça as necessidades da sua população e busque os recursos para atendê-las.
Há, ainda, autores que desenvolvem um outro aspecto da integralidade, evocando um pensamento da Medicina Integral, que combate a visão fragmentária do indivíduo, resultante da preponderância das especialidades médicas que se dividem entre os sistemas e aparelhos anátomo-patológicos, reduzindo a percepção do sujeito apenas à dimensão biológica compartimentalizada.